# Constitution du Zimbabwe
Lire en ligne

Consulter

La Constitution du Zimbabwe est la loi fondamentale du Zimbabwe en vigueur depuis le 18 avril 1980 et modifiée 17 fois depuis. Une nouvelle Constitution, approuvée par le référendum constitutionnel de mars 2013, a été promulguée le 22 mai 2013.

## Compléments